# Rio Jequiá
O Rio Jequiá ( Jequiá do tupi " Îeke'í ": um tipo de covo de capturar peixe usado pelos nativos do Rio de Janeiro ) corta o sul da Ilha do Governador, a maior situada na Baía de Guanabara, no estado do Rio de Janeiro. A nascente, localizada no bairro do Jardim Carioca, praticamente no meio da quadra delimitada pelas ruas Muiatuca, Sardenha, Ardenas e Vicente Ponte, encontra-se subterrânea . O rio tem uma enseada próximo a sua foz. Na sua bacia hidrográfica estão os morros da Mãe d'Água, da Bica e do Matoso ao sul e do Dendê, da Tapera, do Zumbi, do Ouro e do Cabaceiro ao norte. Boa parte do corpo hídrico corre em galerias, começando a fluir a céu aberto já em alguns trechos pelo bairro da Cacuia e definitivamente em descoberto ao cruzar a rua Arriba. Uma de suas antigas nascentes ainda brotando água fica na rua Mileto Maciel próxima à Estrada do Rio Jequiá.  